# 小島剛夕
小島剛夕（1928年11月3日—2000年1月5日），日本漫畫家，另有筆名諏訪榮。

## 經歷
三重縣四日市市出身，父親是肖像畫的畫家，從小就喜歡繪畫。1950年上東京從事紙芝居的繪製工作，受了手塚治虫《新寶島》的影響，決定成為漫畫家。1957年以貸本漫畫《隠密黒妖伝》出道。
1967年開始在一般漫畫雜誌連載，最初是在《コミックmagazine》連載《土忍記》。
2001年作品《帶子狼》榮獲艾斯納獎在美出版最優秀國際作品。2004年小島剛夕獲選入艾斯納獎的漫畫名人堂。

## 特色
小島剛夕不像一般的漫畫家用G筆，而是使用毛筆作畫。